# 北四川路区
北四川路区是中华人民共和国上海市一個已不存在的市轄區。目前該區是虹口区的一部分。該區東南起自沙涇港、俞涇浦，西至虬江路、寶興路，北至魏德邁路。

## 歴史
1945年，北四川路区設置。區名來自於北四川路。1956年廢除，該區併入虹口区。